# Prométeme
Prométeme (originalmente en serbio Завет, pacto) es una película dirigida por Emir Kusturica en el año 2007

## Argumento
Un anciano llamado Živojin Marković vive con su nieto Tsane en un pueblo en las afueras de Zlatibor. Quiere que su nieto vaya a la ciudad de Užice, venda su vaca y consiga esposa.
En la ciudad debía encontrarse con el hermanastro de su abuelo. Sin embargo, ese hombre está muerto. Encuentra en cambio a dos nietos de Živojin, y dos bondadosos hermanos que sin embargo son delincuentes de poca monta y expertos en demolición. Se enamora de Jasna, una chica de escuela, con quien se quiere casar como parte del pacto con su abuelo (la otra parte del pacto era recuperar un recuerdo que debía comprar con el dinero resultante de vender la vaca). Se involucra con la familia de esta chica, rescatando a ella y a su madre de la prostitución de unos mafiosos liderados por Bajo. Juntos regresan al pueblo para celebrar la boda de Živojin con su vecina, pese a los esfuerzos de los mafiosos por impedirla. Se termina celebrando una doble boda.

## Protagonistas
- Uroš Milovanović
- Marija Petronijević
- Miki Manojlović
- Aleksandar Berček
- Ljiljana Blagojević
- Stribor Kusturica

- Datos: Q2270148